# Yakovlev Yak-12
Lo Yakovlev Yak-12 (in caratteri cirillici Яковлев Як-12), indicato anche con il nome in codice NATO Creek, è un aereo da trasporto multiruolo, quadriposto, monomotore, monoplano ad ala alta e con capacità STOL, progettato dall'OKB 115 diretto da Aleksandr Sergeevič Jakovlev e sviluppato in Unione Sovietica nella seconda parte degli anni quaranta.
Evoluzione del precedente Yakovlev Yak-10 e destinato a ricoprire diversi ruoli in ambito civile, tra i quali aereo da trasporto passeggeri e cargo, aeroambulanza e aereo agricolo, trovò impiego anche in ambito militare come aereo da collegamento e da trasporto tattico leggero.
Realizzato in numerose versioni, dai diversi equipaggiamenti e motorizzazioni, fu prodotto anche su licenza in Cina e Polonia,

## Versioni

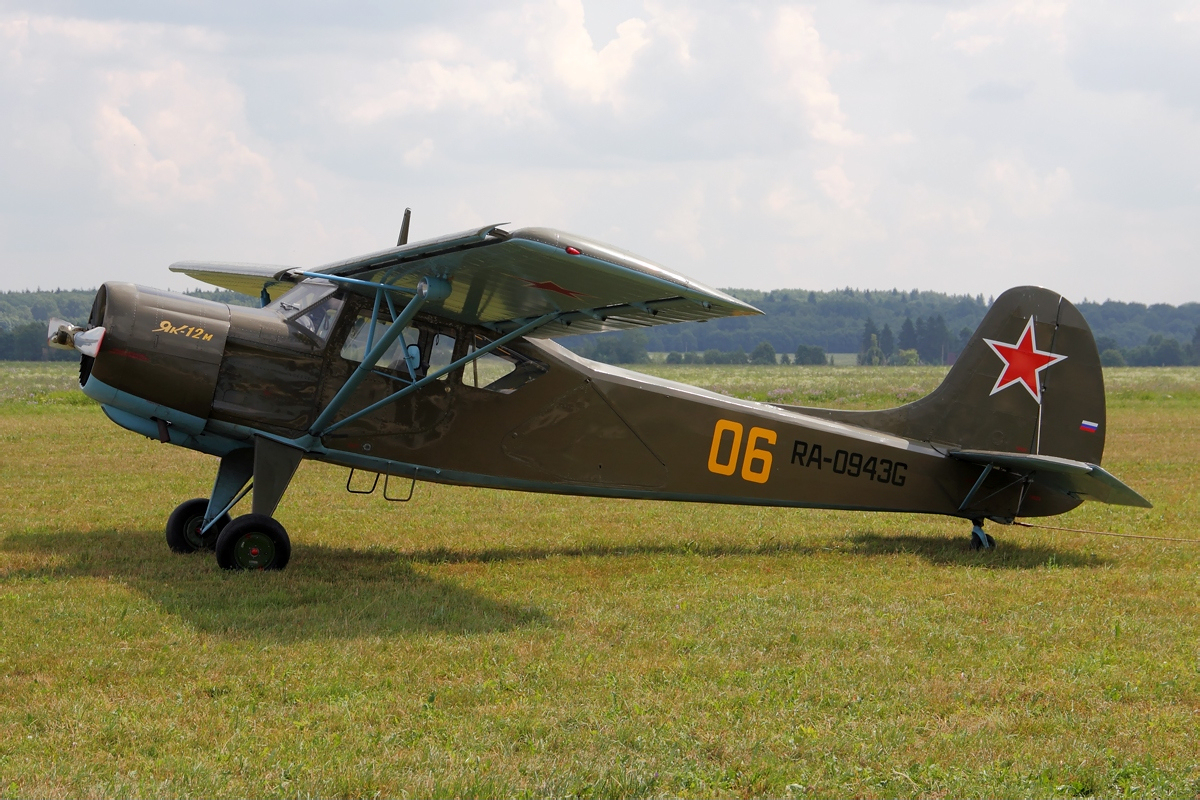
Lo Yak-12M, principale versione di produzione in serie.

Yak-12
versione base destinata a utilizzatori civili e militari, equipaggiata con un motore radiale Shvetsov M-11 a 5 cilindri.
Yak-12GR
versione idrovolante a scarponi dello Yak-12.
Yak-12S
versione aeroambulanza dello Yak-12.
Yak-12SKh
versione aereo agricolo dello Yak-12.
Yak-12R
versione migliorata dello Yak-12, caratterizzata dalla costruzione interamente metallica ed equipaggiata con un motore radiale Ivchenko AI-14R, avviata alla produzione dal 1952.
Yak-12M
versione principale di produzione in serie, caratterizzata dalla riduzione di area frontale, dal diverso impennaggio e modifiche minori, avviata alla produzione dal 1955.
Yak-12A
versione dall'aerodinamica ulteriormente migliorata, caratterizzata da una fusoliera più stretta, cappottatura motore dal diametro ridotto e modifiche al piano alare, avviata alla produzione dal 1957.
Yak-12B
versione dalla velatura biplana non avviata alla produzione.
Shenyang type 5
Yak-12 prodotto su licenza in Cina dalla Shenyang Aircraft Corporation.
Jak-12M
designazione dello Yak-12M prodotto su licenza in Polonia dalla PZL-Warszawa II, realizzato in 1 054 esemplari.
Jak-12A
designazione dello Yak-12A prodotto su licenza in Polonia dalla PZL-Warszawa II, realizzato in 137 esemplari.
PZL-101 Gawron
variante derivata dallo Yak-12M realizzata in Polonia.

## Utilizzatori

### Civili
Cecoslovacchia
 Cina
 Jugoslavia
 Mongolia
- MIAT

 Polonia
- Aeroklub Polski

 Unione Sovietica
- DOSAAF

 Ungheria

### Militari
Bulgaria
- Vazdusni Voiski

 Cecoslovacchia
- Češkoslovenske Vojenske Letectvo

 Cina
- Zhōngguó Rénmín Jiěfàngjūn Kōngjūn

 Jugoslavia
- Jugoslovensko ratno vazduhoplovstvo i protivvazdušna odbrana

 Mongolia
- Mongolian People's Air Force

 Polonia
- Siły Powietrzne

 Unione Sovietica
- Voenno-vozdušnye sily

 Ungheria
- Magyar Királyi Honvéd Légierő poi Magyar Néphadsereg légiereje